# Aeroportul Zambezi
Aeroportul Zambezi (IATA: BBZ, ICAO: FLZB) este un aeroport din Zambia ce deservește zona Zambezi.
Situat la o altitudine de 1.078 m, aeroportul dispune de o singură pistă.